# イギリス領カメルーン

イギリス領カメルーン
British Cameroon (英語)

国歌: God Save the King
国王陛下万歳
God Save the Queen
女王陛下万歳
イギリス領カメルーンの位置

イギリス領カメルーン（イギリスりょうカメルーン、英語: British Cameroon）は、イギリス帝国のイギリス領西アフリカの委任統治領である。現在は南部はカメルーンに、北部はナイジェリアに相当する。

## 歴史

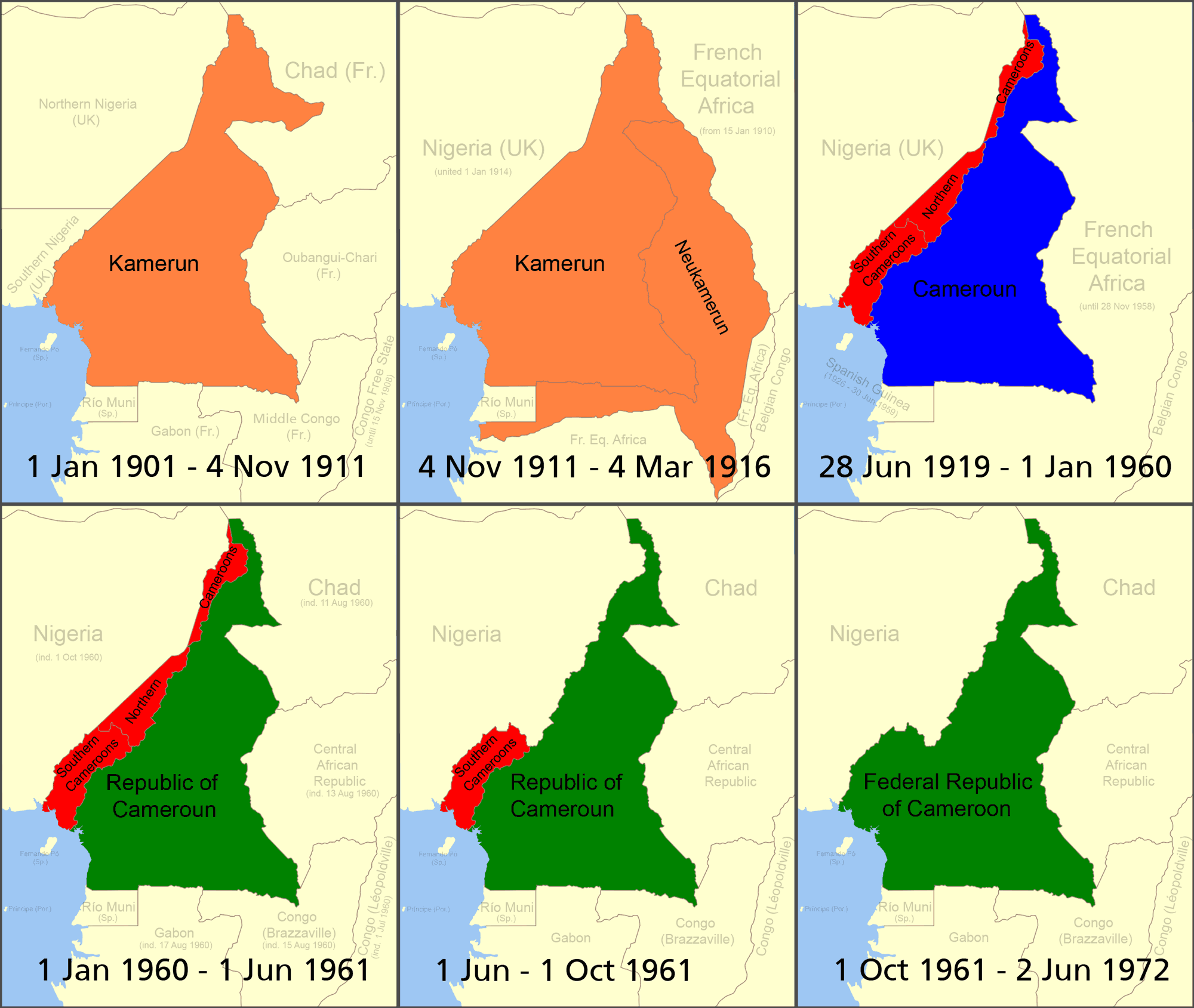
1901年～1972年のカメルーンの領域の変遷
ドイツ保護領カメルーン
イギリス領カメルーン
フランス領カメルーン
カメルーン共和国

1858年、イギリス人宣教師アルフレッド・セーカーが解放奴隷のための入植地としてカメルーン南西部のアンバス湾を入植地として建設した。その後、アンバス湾と周辺地域はイギリスの保護領となった。 
1884年、アフリカ分割によって、現在のカメルーンの領域はドイツ保護領カメルーンになった。
1887年、イギリス保護領のアンバス湾と周辺地域の地がドイツ帝国に割譲されドイツ保護領カメルーンの一部になった。
1914年、第一次世界大戦が発生し、イギリス帝国とフランス第三共和政、ベルギーがドイツ保護領カメルーンを征服した。
1916年、ドイツ軍が完全に排除された。
1922年、国際連盟はカメルーンをイギリスとフランスの委任統治領にした。
第二次世界大戦の頃には40万人が暮らしていたが、イギリス軍の義勇兵になったのは3500人だけだった。
1960年1月1日、フランス領カメルーンが独立した。
同年10月1日、ナイジェリアがイギリスから独立したが、イギリス領カメルーンがどちらに帰属するかが問題だった。
1961年2月11日、国民投票が行われた。イスラム教徒が多い北部はナイジェリアとの統合を望み、キリスト教徒の多い南部はカメルーンとの統合を望んだ。
同年5月31日、北部はナイジェリアの北部州に統合された。
同年10月1日、南部はカメルーンに統合され、南西州と北西州に分割された。
同時にイギリスの信託統治領となった。
カメルーンに帰属後、分離独立の動きが活発になり、南カメルーン連邦共和国（アンバゾニア）としての独立も試みられた。
2016年には、英語圏のアンバゾニア(旧イギリス領カメルーン)の独立をめぐる争いが活発化して政府側が965人を逮捕。2018年時点の避難民は18万人に達している。